# Đồi pháo đài Rajasthan
Đồi pháo đài Rajasthan là một loạt các địa điểm nằm trên mỏm đá của dãy núi Aravallis ở Rajasthan. Các công trình này đại diện cho một loại hình học của đồi kiến trúc quân sự Rajput, một phong cách đặc trưng thiết lập trên đỉnh núi, sử dụng các thuộc tính phòng thủ nhờ vào địa hình. Muốn đi vào được bên trong thì chỉ có cách thông qua các bức tường lớn và cao của pháo đài. Các khu vực trung tâm bao gồm cung điện, đền, đài tưởng niệm và các hồ chứa nước đều ở bên trong phạm vi của các bức tường. Đồi pháo đài ở Rajasthan đại diện cho thành lũy quân sự Rajput trên một phạm vi rộng lớn và đại diện văn hóa Ấn Độ, thể hiện sự phát triển của kiến trúc phòng thủ Rajput như là một ví dụ điển hình về kiến trúc quân sự Rajput.
Kiến trúc này được biết đến với việc tập trung phòng thủ. Cả vùng lãnh thổ rộng lớn đều được các bức tường bao quanh. Các pháo đài có kiến trúc khác nhau, được xây dựng từ thế kỷ 7 đến thế kỷ 20 và mỗi pháo đài đều có đặc trưng riêng về các tòa nhà và công trình, minh họa sự phát triển kế tiếp của nó và lịch sử quân sự giữa thế kỷ 13 và 19. Khu vực được công nhận là di sản thế giới bao gồm Pháo đài Chittorgarh, Pháo đài Kumbhalgarh, Pháo đài Ranthambore, Pháo đài Gagron, Pháo đài Amber và Pháo đài Jaisalmer. Do sự đa dạng của cấu trúc xây dựng trong mỗi đồi pháo đài, nên chỉ có các yếu tố quan trọng nhất của mỗi pháo đài được mô tả. Năm 2013, Đồi pháo đài Rajasthan đã trở thành một di sản thế giới của UNESCO tại kỳ họp thường niên lần thứ 36.

## Hình ảnh

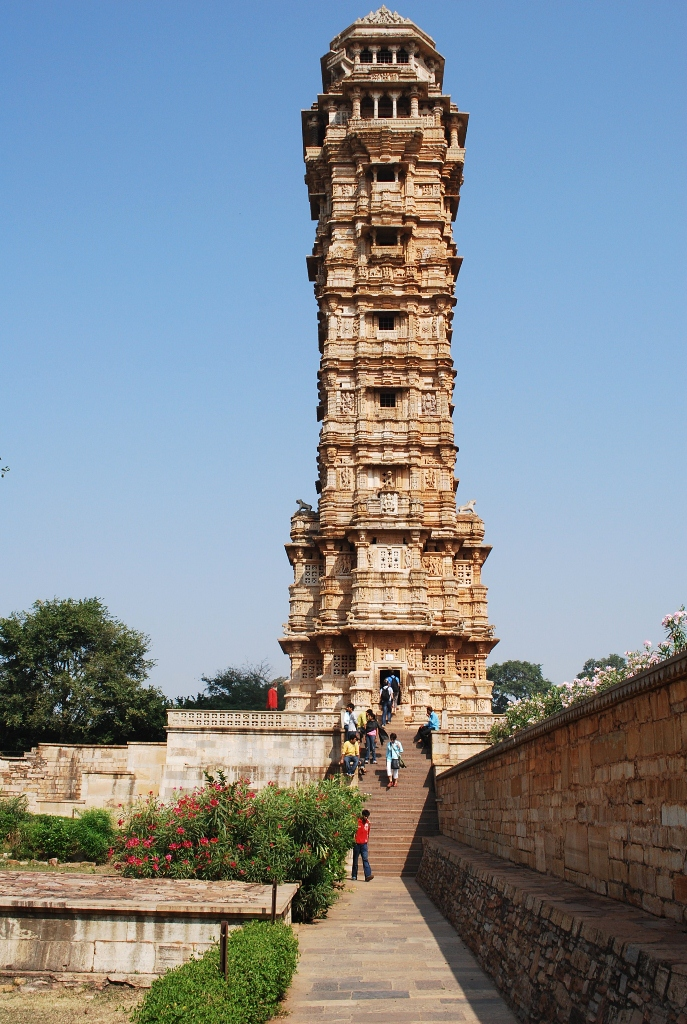
vijay sthambh

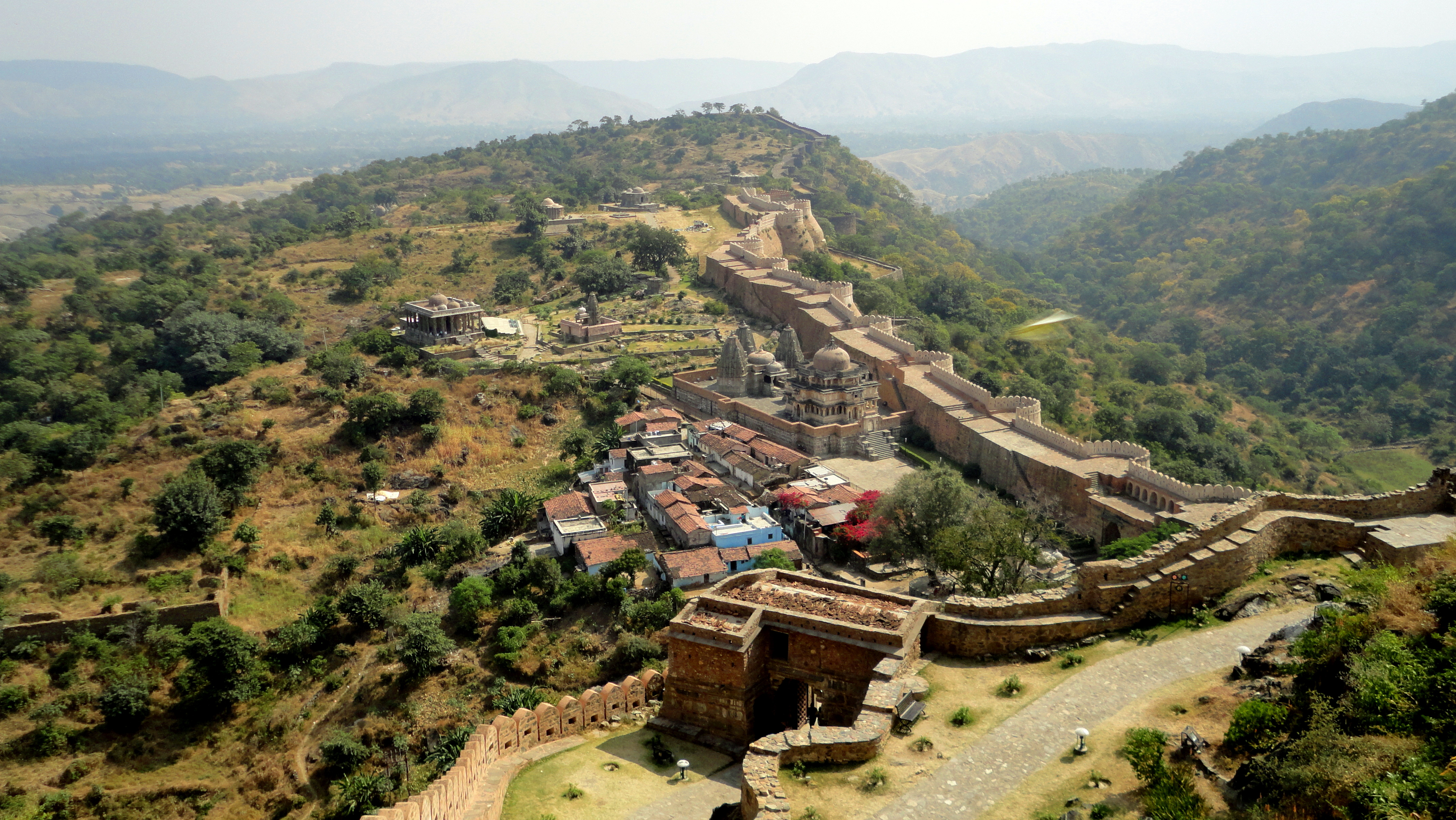
Nhìn từ trên không pháo đài kumbhalgarh

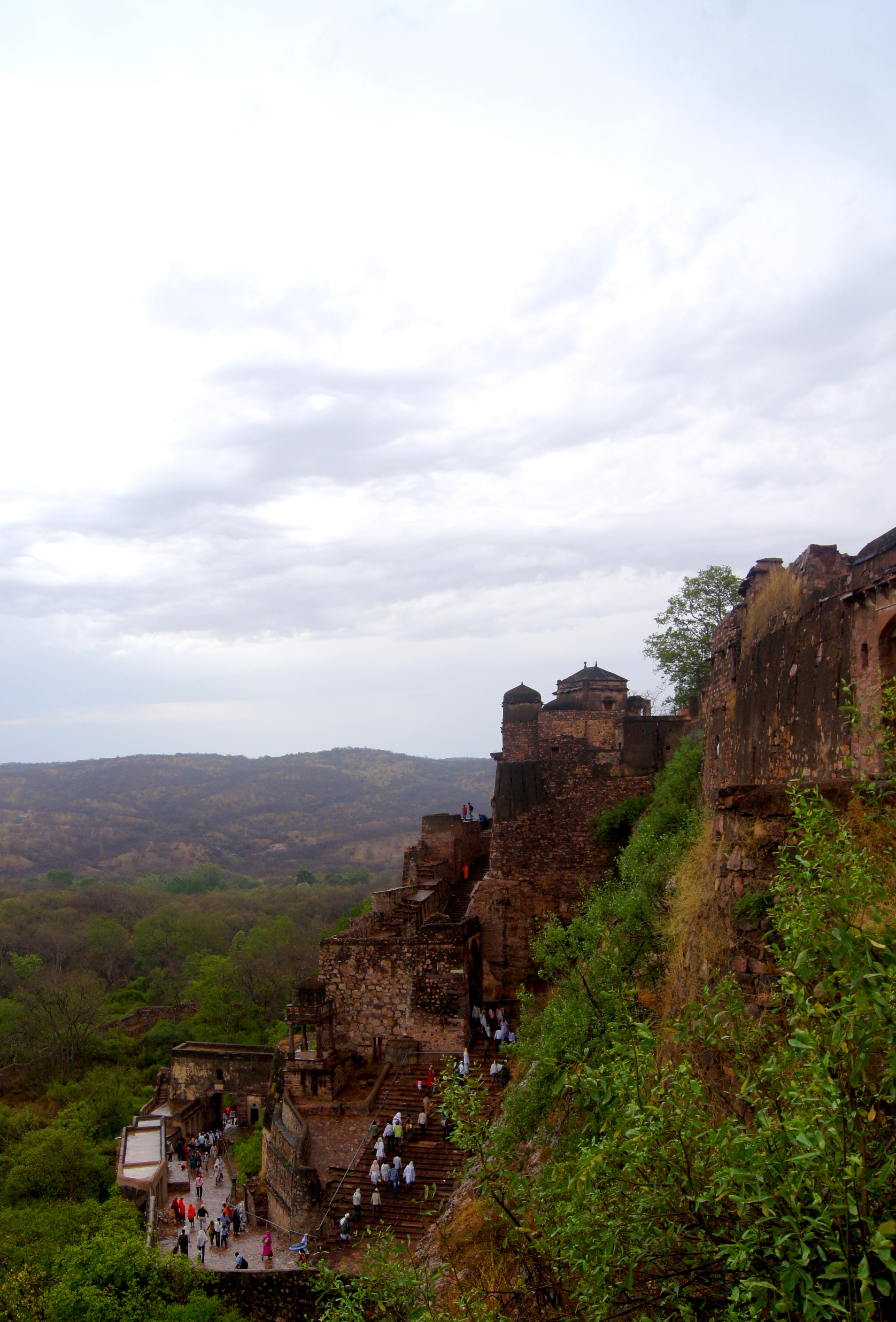
Ranthambhore Fort.jpg

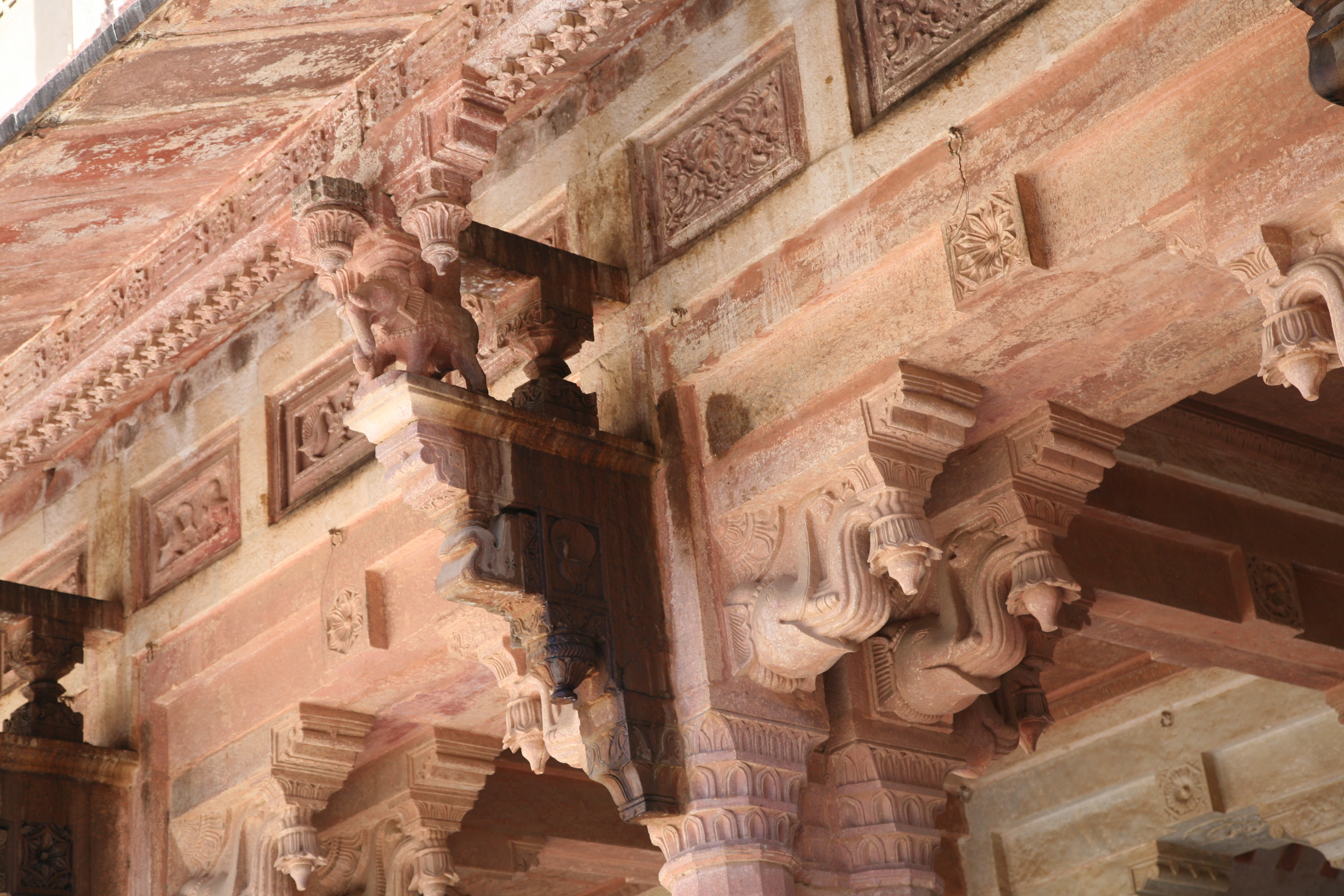
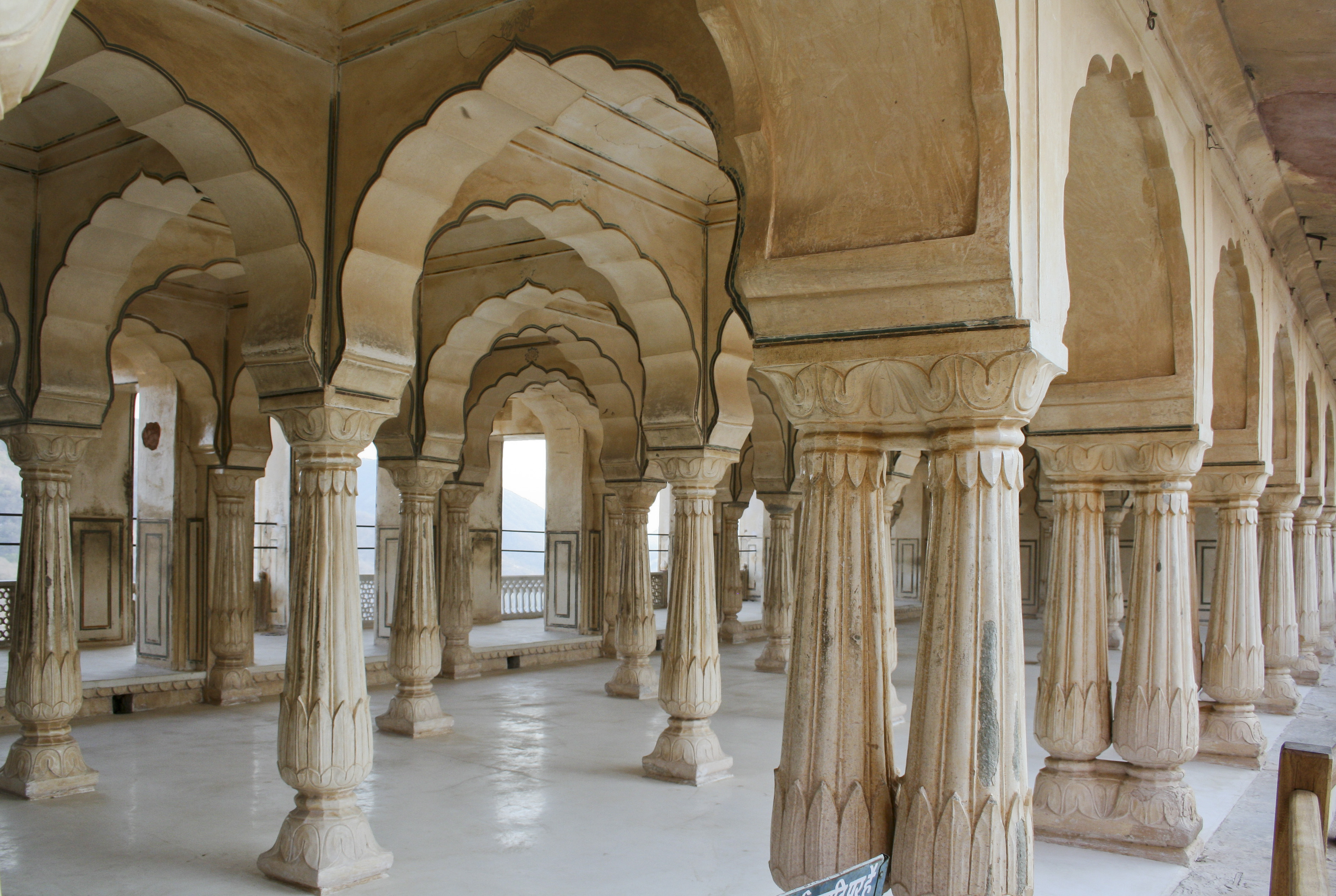
27 căn phòng trong Pháo đài Amber
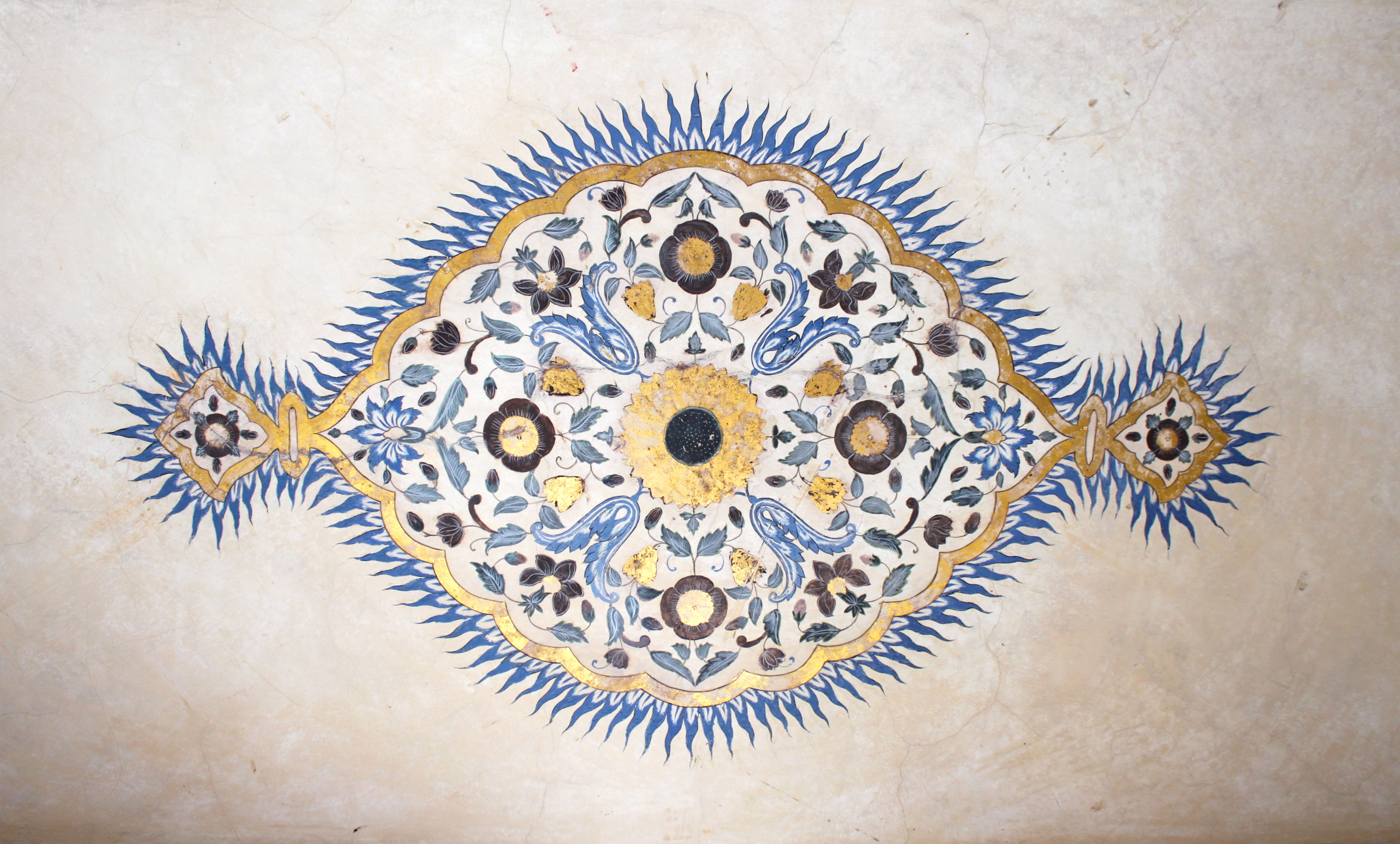
Trần nhà ở pháo đài Amber
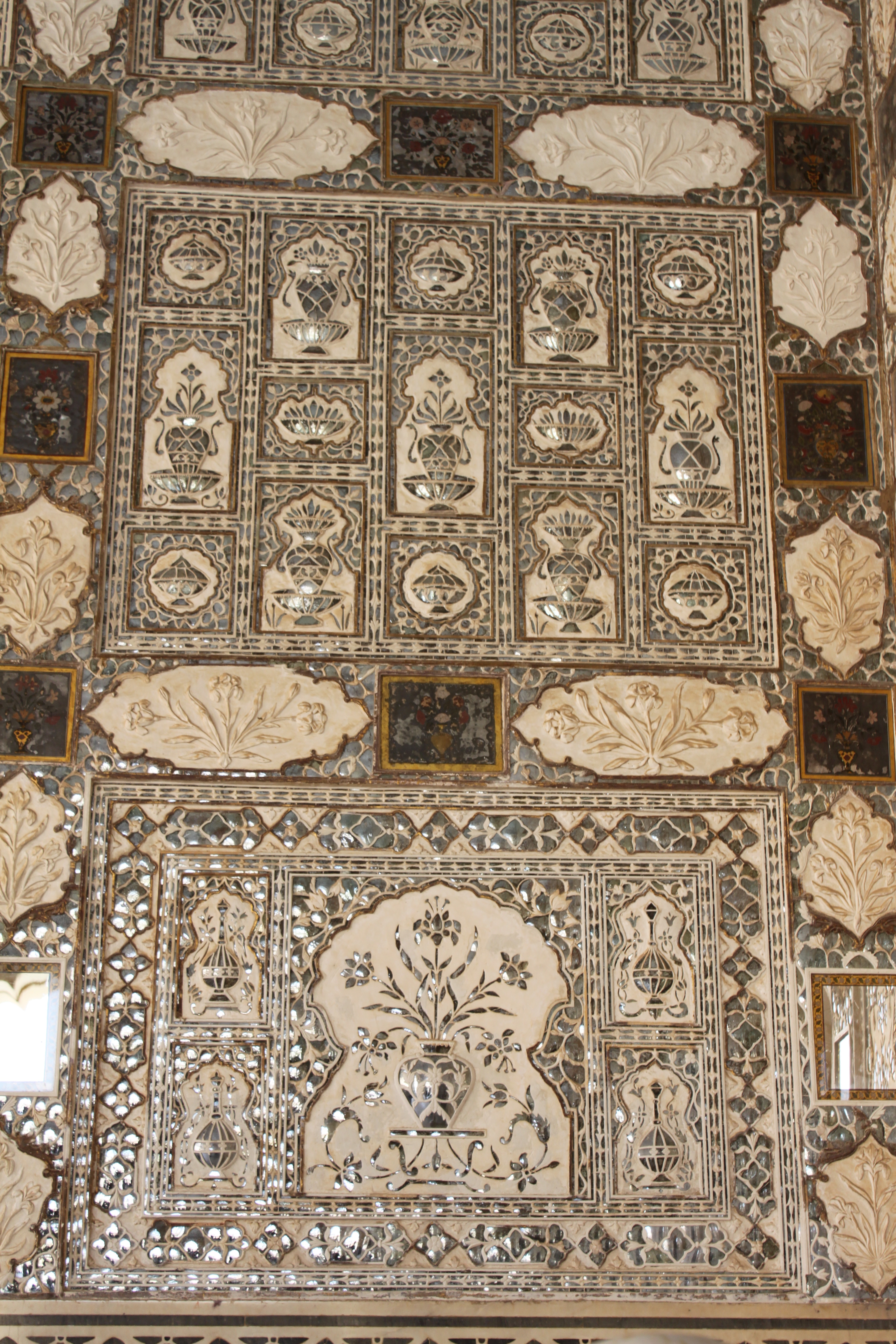
Các chi tiết tại căn phòng gương ở pháo đài Amber
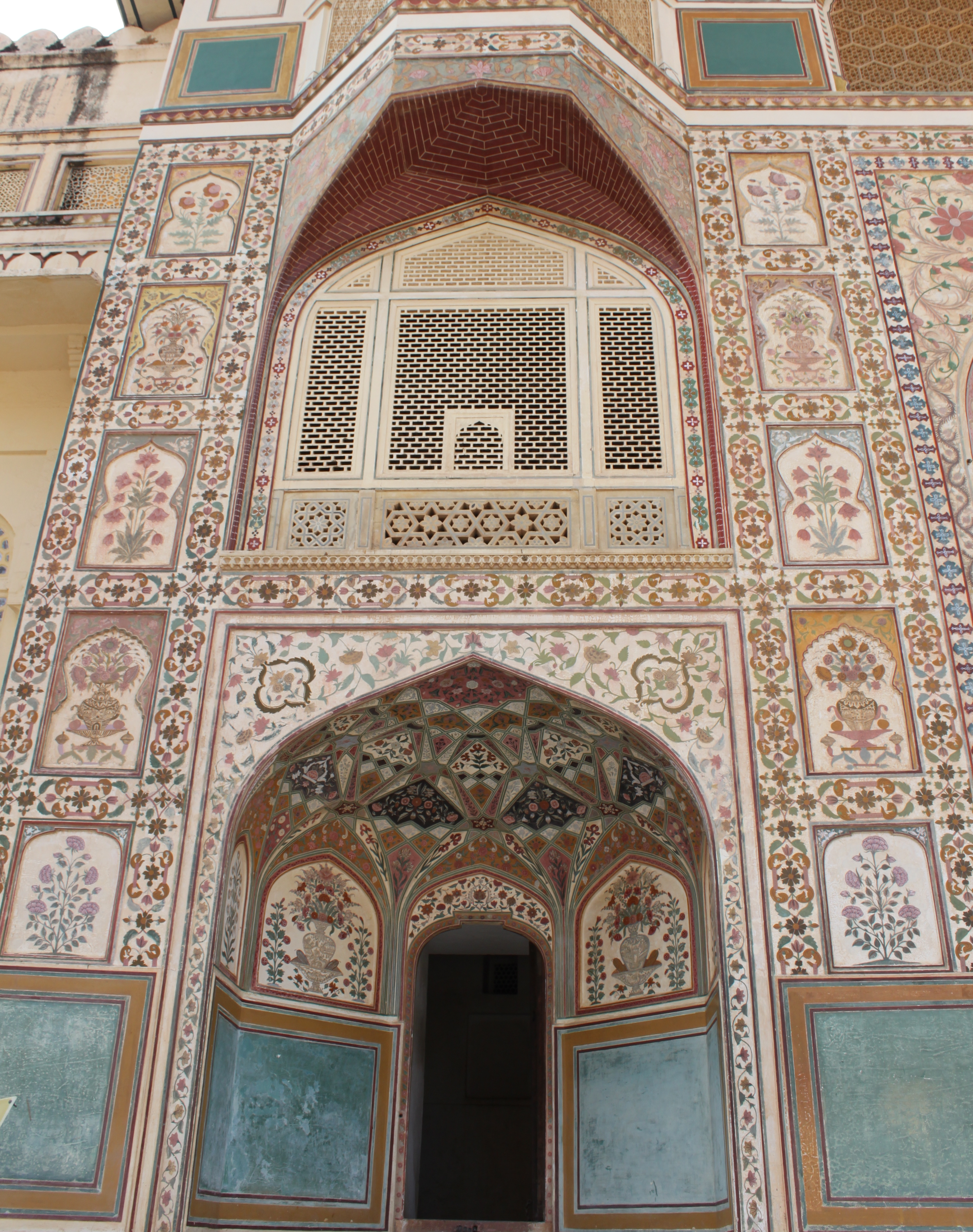
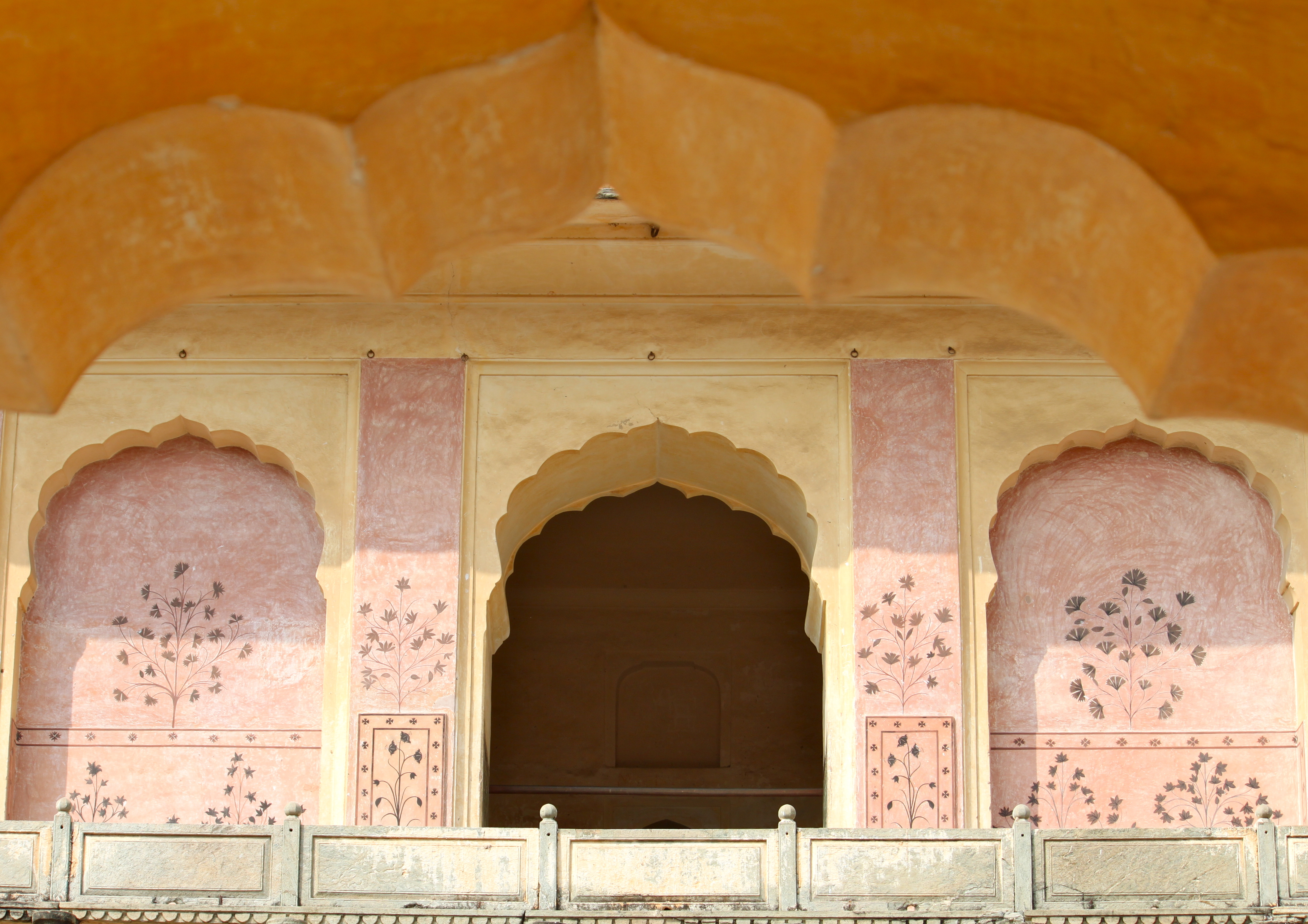
Hai cửa cùng 4 mái vòm tại pháo đài Amber
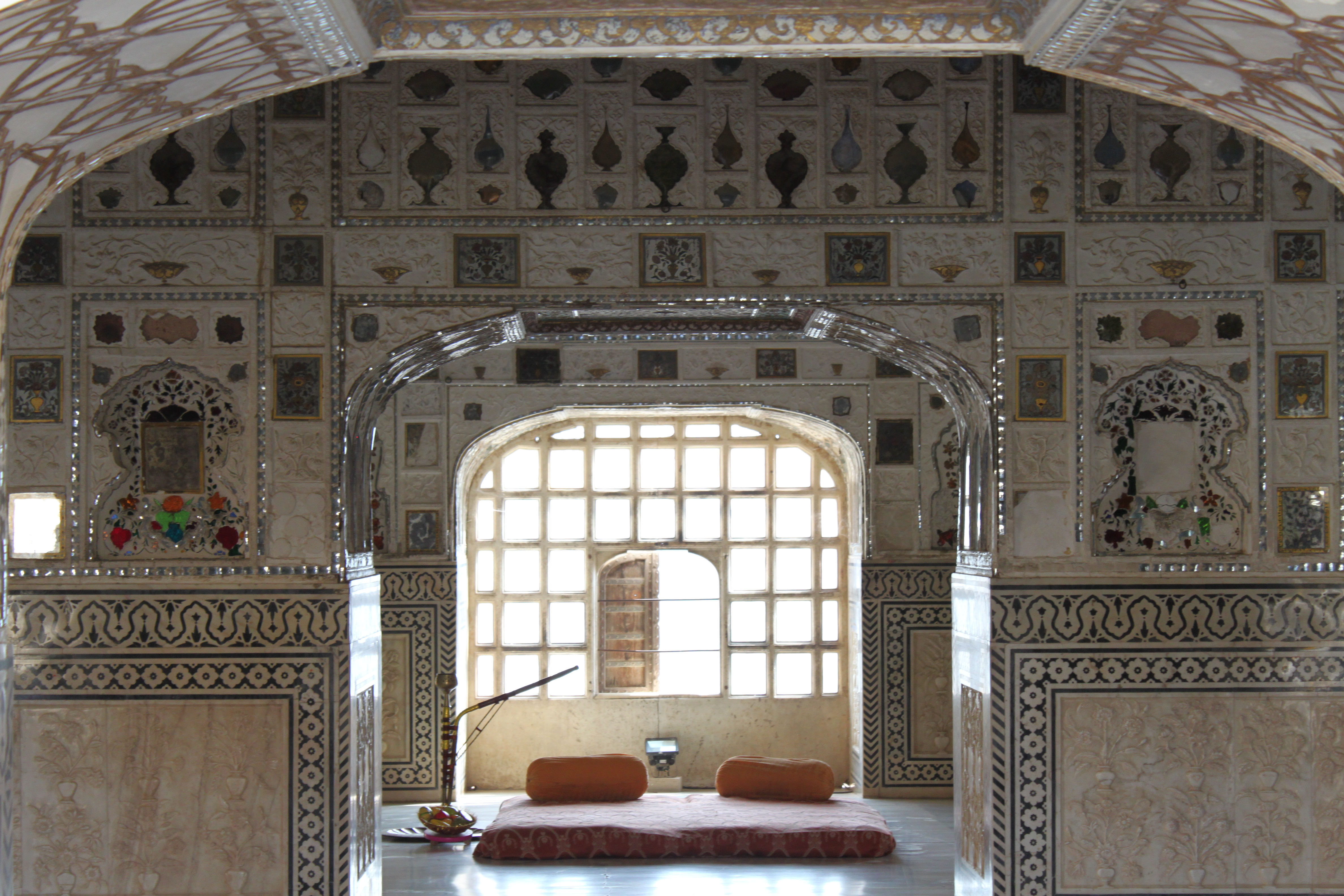
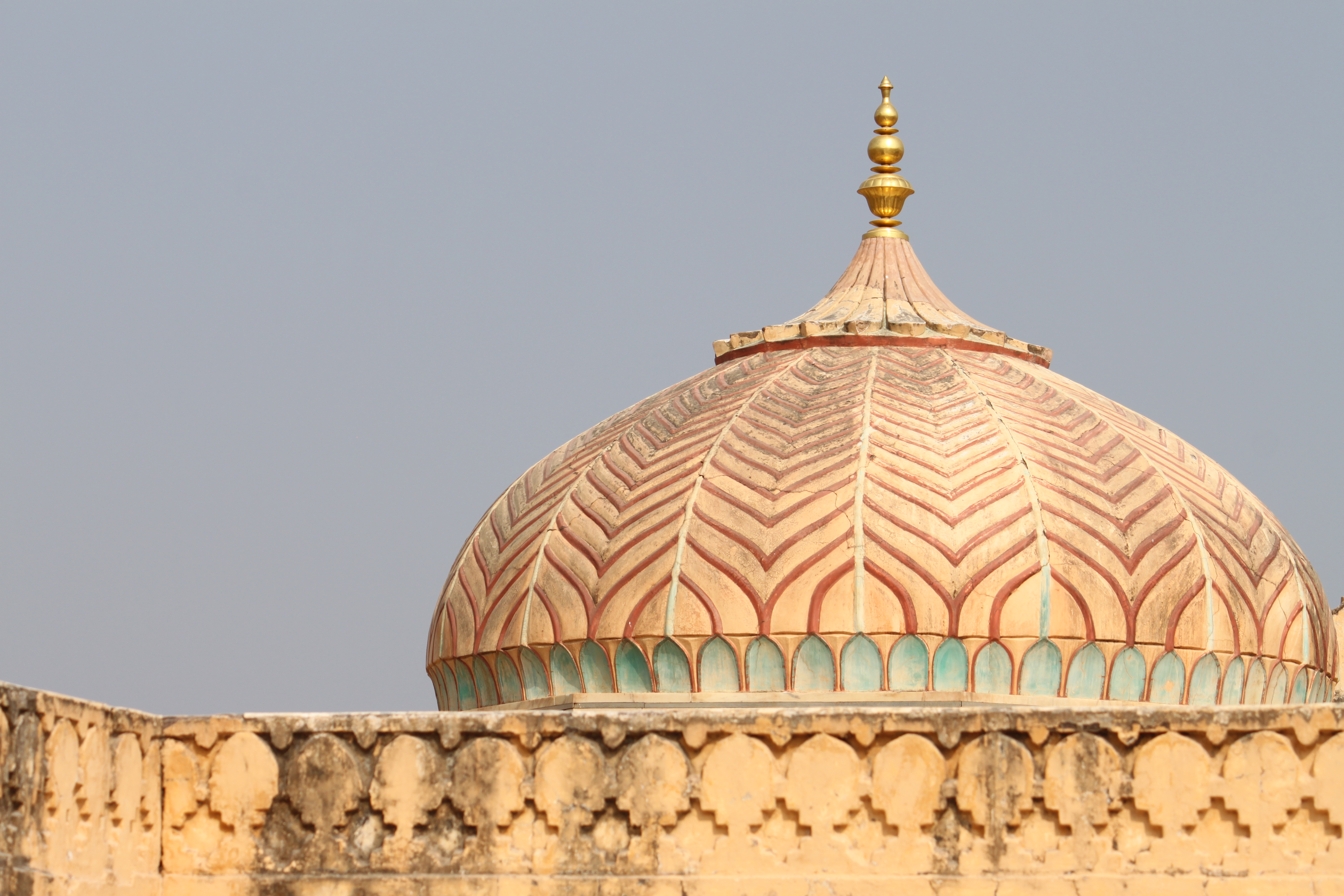
Mái vòm lớn tại pháo đài Amber
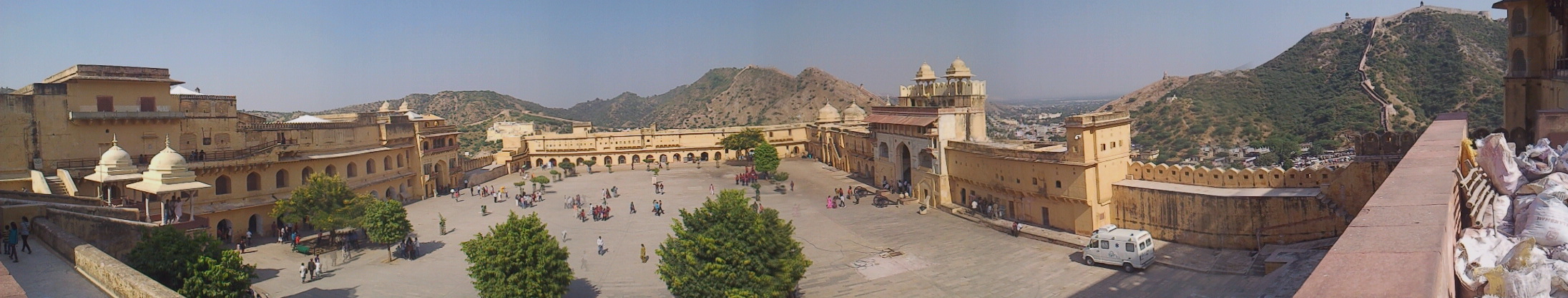
bức tranh toàn cảnh của sân pháo đài